# ميلودراما حبيبي (فلم)
ميلودراما حبيبي هو فيلم كوميدي لبناني من إنتاج عام 2008 للمخرج اللبناني هاني طمبا. يذكر ان هذا الفيلم هو أول فيلم طويل للمخرج طمبا خصوصا بعد النجاح الذي حققه فيلمه القصير بيروت بعد الحلاقة. ويركز طمبا في هذا الفيلم على الذاكرة كما فعل في فيلمه القصير، وذلك لأبراز ذاكرة اللبنانيين وكيفية ارتباط الذاكرة بالحقيقة خصوصا بعد الحرب الأهلية.

## محور القصة
جميل حرفوش، وهو رجل أعمال ثري معروف، يقرر الاحتفال بعيد ميلاد زوجته رنده، فيقوم بدعوة المطرب الفرنسي برونو الذي كانت زوجته تهوا أغانيه أيام الشباب. لكن برونو الآن مطرب فاشل ولا يذكر قدومه إلى لبنان من قبل كما تعتقد رنده. قبل إحياء الحفل، تُسرق سيارة لجميل حرفوش وزوجته بداخلها، ولكن جميل يقرر المضي بالحفل رغم غياب الزوجة عملاً بمقولة «أن على العرض أن يستمر».

## الطاقم التمثيلي
- جوليا قصار بدور رنده حرفوش
- باتريك شيناي بدور المطرب برونو كابريس
- بياريت قطريب بدور نادين
- جابرييل يمين بدور سيزار
- لارا مطر بدور رنده في صباها
- بيار شماسيان بدور جميل حرفوش زوج رنده
- فادي رعيدي بدور السيدة روز، وبدور ثانٍ كالمسافر في الطائرة
- سيلينا شويري بدور رولا.

## وصلات خارجية
- مقالات تستعمل روابط فنية بلا صلة مع ويكي بيانات

.
- موقع الفيلم في الشركة المنتجة.
- شريط دعائي للفيلم على يوتيوب.